# 野球YouTuber向
野球YouTuber向（やきゅうユーチューバーむこう)、1990年〈平成2年〉7月13日 - ）は、福岡県出身（出生地：佐賀県）日本の男性YouTuber。部員700人の草野球チーム「ムコウズ」を主宰。荒川区で片親家庭や不登校の子どもらを対象に子ども食堂を開催するNPO法人バイタル・プロジェクトの代表理事も務める。あだ名は「顔面ガマガエル」や「顔面肉まん」。公式ニックネームとしては認められていない。

## 来歴

### 学生時代
小学3年生から福重バスターズでソフトボールを始め、6年生からレギュラーを奪い福岡市大会優勝。6年次には主将を務めた。
福岡市立内浜中学校では軟式野球部へ入部。県大会出場し、3年次には主将を務めた。
高校でも野球を続け、1年春からレギュラー。3年次には主将を務め、投手としても活躍した。高校通算15本塁打、最高球速143km/h。進学したホテル専門学校西鉄国際ビジネスカレッジでも野球を続け、九州大会に出場するも野球を職業にすることは諦め、帝国ホテルに就職した。

### YouTube開始後
2015年10月にYouTubeチャンネルを開設。当時所属していた目黒区1部優勝チームMinorsの監督に誘われYouTubeでの活動を開始。
有名配信者の加藤純一とコラボを重ね
向は加藤純一を恩人と語っている。
2017年2月、年齢、性別、実力関係ない老若男女を集めた草野球チームのムコウズを結成。
その後、近所の野球少年たちを集めた野球劇団ムコウチルドレンの野球部あるあるシリーズが人気となり知名度が上昇。
2019年からは野球女子選手の登場機会も増え、めいちゅんや笹川萌はYouTube登場を機会に知名度を上げ、地上波テレビにも呼ばれるようになった。
YouTubeチャンネル登録27万人の「オカルト部」では、全国の心霊スポットを約120箇所巡るも、落ち着きがない様子で視聴者から叩かれることもあったが、愛されキャラでやり遂げた。
またYouTubeチャンネル「こちら野球放送席」にも向は出演しており、ムコウズ女子のここもとともに、中日ドラゴンズや横浜ベイスターズのプロ野球キャンプを取材した。
ムコウズには、元プロ野球選手の大場翔太と笠原将生をはじめ、加藤純一、もこう、鈴木ゆゆうたなどの有名ゲーム実況配信者が参加している。
同年、「ムコウズ」の活動が評価され、母体のバイタル・プロジェクトが、スポーツ庁が推進の「Sport in Life事業」の参画団体となった。
2021年にはムコウズ所属のめいちゅんがテレビ朝日系列の「激レアさんを連れてきた。」に登場。向の動画の一部が地上波で放送された。
8月29日、「【野球ドッキリ】中田翔選手!?　を向に会わせた結果まさかの反応w」と題した動画を公開。中田翔の「そっくりさん」を中田本人に見立てて話を聞くという体でインタビューを進めるという内容で、動画中、向が「なんで殴っちゃったんですか」という質問に、中田に扮した人物が「まぁその自身が、不振が続いていたというのもあって、まぁコンディションが良くなかったていうのが重なり、これまでだったらイジリ、イジラレってのをやってたんですけど、それがちょっと頭に来てしまって、カッとなりました」と回答。動画は9月1日14時時点で高評価242に対し低評価が930。コメント欄には「度が過ぎる」「これは流石に無いな」「流石に馬鹿にしすぎ。見る気も失せる」といった批判的な反応が寄せられ、炎上騒動に発展。
8月30日に上記の炎上したことに対して、新たな動画の投稿を休止すると発表したが、中田の謹慎期間よりも短い3日後に動画投稿を再開した。
2022年10月23日　東京都主催の文化事業みんなでつくる！ 未来の東京の運動会」のYoutube生配信を担当した。
自身のYouTube半生を映画化した作品「野球YouTuber有矢」が2023年冬に長野県、愛知県、福岡県で公開。

### 社会貢献活動
2018年からNPO法人バイタル・プロジェクトの代表理事を務めており、荒川区で子ども食堂を運営している。

## 人物
スポーツ全般に興味も持っており、ムコウズでは総合スポーツと称して、野球以外のスポーツも取り組んでいる。
福岡で育ちダイエーホークスの選手たちと野球教室等で触れ合う機会が多かったと話しており、幼少からダイエーホークスの大ファンである。
大場翔太をはじめ元プロ、現役野球選手と交流があり、笠原将生、田上健一、弦本悠希、上田剛史、江柄子裕樹、清田育宏、原嵩、川崎宗則 松中信彦 高橋尚成などと共演したことがある。
恩人と語る加藤純一の結婚式では、メジャーリーガーのダルビッシュ有にビデオメッセージを依頼し、会場を沸かせた。
ムコウズを通して、様々な事情で野球を辞めてしまった人たちに野球ができる環境を提供。東京新聞や日刊スポーツなどの著名なメディアからも取材を受けている。

## ムコウズ
ムコウズは、向が創設した草野球チームである。部員は500人を超える。
2019年時点で、群馬県・東京都・千葉県・神奈川県・愛知県・大阪府・福岡県に支部があるという。
未経験者から元プロ野球選手、女性選手、有名配信者、芸能人など、様々な人間が参加している。
女子野球部、通称ムコウズ女子はめいちゅん、笹川萌など現在20名以上所属している。
2024年3月31日をもってムコウズは解散となった。
ムコウズの解散後、女子だけの新チームとして、星桜ムコウズ女子野球部が発足した。